# Холодне (Недригайлівська селищна громада)
Холо́дне — село в Україні, у Роменському районі Сумської області. Населення становить 17 осіб. Входить до складу Недригайлівської селищної громади. До 2020 року орган місцевого самоврядування — Тернівська селищна рада.

## Географія
Село Холодне знаходиться за 1 км від лівого берега річки Терн, вище за течією на відстані 0,5 км розташоване село Бабакове, нижче за течією на відстані 1 км розташоване село Городище.

## Історія
12 червня 2020 року, відповідно до розпорядження Кабінету Міністрів України № 723-р «Про визначення адміністративних центрів та затвердження територій територіальних громад Сумської області», село увійшло до складу Недригайлівської селищної громади.
19 липня 2020 року, в результаті адміністративно-територіальної реформи та ліквідації Недригайлівського району, село увійшло до складу новоутвореного  Роменського району.

## Населення

### Мова
Розподіл населення за рідною мовою за даними перепису 2001 року:
| Мова       | Кількість | Відсоток |
| ---------- | --------- | -------- |
| українська | 17        | 100%     |